# Assessor pessoal do Presidente dos Estados Unidos

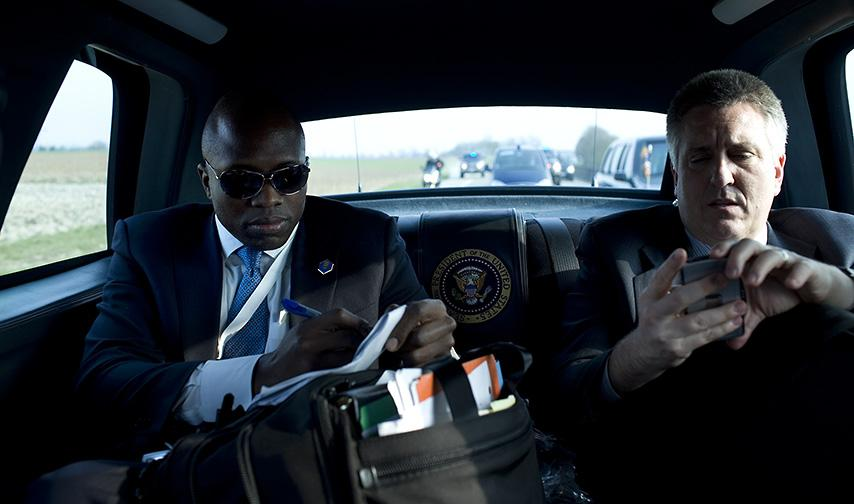
Reggie Love, à esquerda, assistente pessoal de Barack Obama de 2009 a 2011, é visto aqui em uma comitiva presidencial nos arredores de Estrasburgo para a cúpula da OTAN de 2009.

Um assistente pessoal que acompanha o presidente dos Estados Unidos virtualmente em todos os lugares é geralmente chamado de body man ou body woman, mas em alguns casos pode ser chamado de assessor pessoal. Esses assessores pessoais do presidente geralmente são responsáveis por organizar e providenciar: hospedagem; transporte; interações com a mídia, público e família; refeições; briefings pessoais e documentos de briefing; instruções logísticas; cartões de discurso; lanches; telefones celulares; e qualquer outra assistência necessária. Esses assessores pessoais existem para muitos políticos além de presidentes, mas os mais famosos incluem assessores pessoais do presidente, conforme descrito abaixo.

## História
Ao assumir o cargo em 1969, Richard Nixon expandiu e profissionalizou a equipe do Gabinete da Casa Branca. Um novo cargo foi criado, Assessor Pessoal do Presidente. Anteriormente, essa função era amplamente preenchida por um valet da Casa Branca. Essa função permaneceu, mas, ao contrário do valet, o Assessor Pessoal do Presidente viaja para onde o presidente vai, enquanto o valet sempre permanece estacionado na Casa Branca.

## Lista

### Richard Nixon
- Stephen Bull[6]

### Gerald Ford
- Terrence O’Donnell[7]
- Gregory Willard[8]

### Jimmy Carter
- Timothy Kraft[9]
- Phil Wise[10]

### Ronald Reagan
- David Fischer[11]
- Jim Kuhn[12]

### George H. W. Bush
- Timothy McBride[13]
- Michal Dannenhauer[14]
- David Bates[15]
- Tom Frechette[14]

### Bill Clinton
- Douglas Band[16]
- Kris Engskov[17]

### George W. Bush
- Logan Walters
- Blake Gottesman[18]
- Jared Weinstein
- Freddy Ford[19]
- Sam Sutton[20]
- Fidel Medina[20]

### Barack Obama
- Reggie Love[21]
- Marvin Nicholson[22]

### Donald Trump
- John McEntee[23]
- Jordan Karem[24]
- Nick Luna[24]

### Joe Biden
- Stephen Goepfert (2021-2022)[25][26]
- Jacob Spreyer (2022-atualmente)[27][28]

## Na cultura popular
Esse papel foi retratado na ficção:
- Dulé Hill como Charlie Young, em The West Wing
- Tony Hale como Gary Walsh, em Veep